# Gavin Stevens
Gavin Ray Stevens  (* 23. Februar 1960 in Auckland) ist ein ehemaliger neuseeländischer Radrennfahrer.

## Sportliche Laufbahn
Stevens war Straßenradsportler. Er begann erst mit 27 Jahren mit dem Radsport. Stevens war Teilnehmer der Olympischen Sommerspiele 1988 in Seoul. Im Mannschaftszeitfahren wurde das Team aus Neuseeland mit Brian Fowler, Greg Fraine, Paul Leitch und Gavin Stevens auf dem 12. Rang klassiert.
Bei den Commonwealth Games 1990 gewann er die Goldmedaille im Mannschaftszeitfahren. Stevens blieb bis 1996 im Radsport aktiv. Später wandte er sich dem Marathonlauf zu und gewann in verschiedenen Altersklassen internationale Medaillen.